# Klaus Berger (Fußballspieler, 1959)
Klaus Berger (* 14. Juni 1959) ist ein ehemaliger deutscher Fußballspieler. In der höchsten Spielklasse des DDR-Fußballs, der Oberliga, spielte der Torwart für den FC Rot-Weiß Erfurt. 

## Sportliche Laufbahn

### Gemeinschafts-, Club- und Vereinsstationen
Seit 1968 gehörte Klaus Berger zur Nachwuchsabteilung des FC Rot-Weiß Erfurt. In der Saison 1975/76 spielte er zum ersten Mal im nationalen Maßstab als Torwart der Juniorenoberligamannschaft des FC Rot-Weiß Erfurt. 1976/77 wurde er in den Erfurter Kader in der Nachwuchsoberliga (NWOL) übernommen, in der er drei Spielzeiten lang eingesetzt wurde. Am letzten Spieltag der Saison 1978/79 bestritt er bei der Begegnung Erfurter gegen den HFC Chemie (3:0) sein erstes Spiel in der Oberliga. Danach wurde der 1,82 Meter große Klaus Berger für die Saison 1979/80 in den Oberligakader des FC Rot-Weiß aufgenommen, bestritt aber in diesem nur vier Oberligaspiele. Stattdessen kam der Mechaniker für Büro- und Datenmaschinen weiter in der Nachwuchsoberliga zum Einsatz. Für die Spielzeit 1980/81 wurde Berger wieder in den Nachwuchskader versetzt.
Nachdem er in der Hinrunde drei NWOL-Partien absolviert hatte, wurde er im November für 18 Monate zum Wehrdienst in der Nationalen Volksarmee eingezogen. Während seines Militärdienstes wurde ihm die Möglichkeit geboten, bei der Armeesportgemeinschaft ASG Vorwärts Dessau weiter Fußball zu Spielen. Bis zu seiner Entlassung aus dem Wehrdienst bestritt Berger für die ASG acht Spiele in der zweitklassigen Liga. In der Saison 1982/83 kam Klaus Berger als Torwart beim Zweitligisten BSG Glückauf Sondershausen zum Einsatz. Innerhalb von zwei Spielzeiten mit insgesamt 44 Punktspielen eroberte er sich mit 39 Einsätzen einen Stammplatz. 
1984/85 bestritt Klaus Berger seine letzte Saison im höherklassigen Fußball. Er war innerhalb der Liga zur BSG robotron Sömmerda gewechselt. In dieser Spielzeit wurden in der DDR-Liga 34 Runden ausgespielt, in denen Berger 19-mal im Tor stand. Sömmerda musste am Saisonende absteigen und Berger verschwand aus der ostdeutschen Zweitklassigkeit. Rund um die Zusammenführung von ost- und westdeutschem Fußball tauchte Berger in der Thüringer Landesliga beim SV Erfurt-West 90 auf. 1992/93 hütete er in der damals drittklassigen NOFV-Amateur-Oberliga bei SV Funkwerk Kölleda das Tor.

### Auswahleinsätze
Seine Leistungen im Tor des Erfurter Juniorenoberligateams führten ihn in die DDR-Juniorennationalelf. Zwischen April und Oktober 1976 bestritt er für diese Auswahl des DFV vier U-18-Länderspiele.